# Печорське море

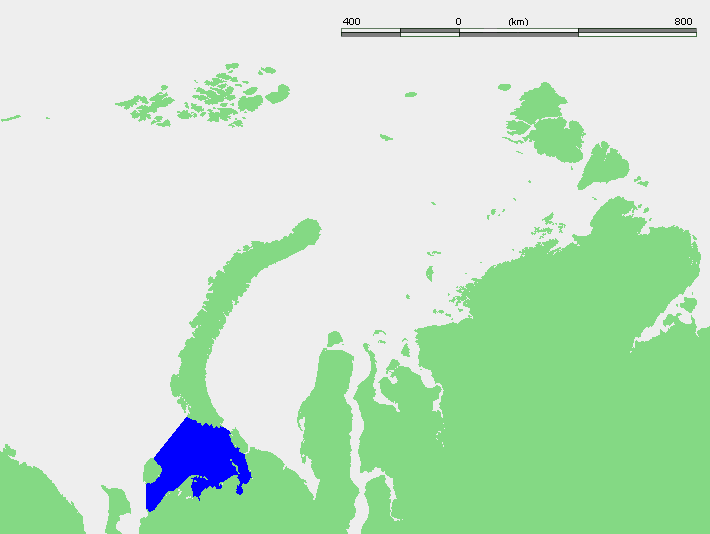
Розташування Печорського моря

Печорське море — море Північного Льодовитого океану, є південно-східною частиною Баренцового моря, між островами Колгуєв і Вайгач. Термін «Печорське море», згідно з Постановою ЦВК СРСР від 28.11.1935, застосовується до акваторії південно-східної частини Баренцового моря, розташованої на схід від межі по лінії мис Чорний (Нова Земля, південний вхід в губу Костін Шар) — північний край о. Колгуєв і потім південний край о. Колгуєв (Плоскі Кошки) — мис Святий Ніс Тіманський. При цьому протоки Карські Ворота і Югорський Шар до Печорського моря не належать. Всі береги, омивані морем, відносяться до Росії (материковий берег, о-ви Колгуєв і Вайгач — Ненецький автономний округ, архіпелаг Нова Земля — Архангельська область).
Розміри Печорського моря: в широтному напрямку — від о. Колгуєв до протоки Карські Ворота — близько 300 км і в меридіональному напрямку — від мису Руський Заворот до Нової Землі — близько 180 км. Площа акваторії моря становить 81263 км², об'єм вод 4380 км³.
У межах Печорського моря є кілька заток (губ): Раменка, Колоколкова, Хайпудирська, Печорська (найбільша). З річок, що впадають у море, найбільшою є Печора.
Море мілководне з поступовим збільшенням глибини в меридіональному напрямку від материкового берега. Вздовж південного узбережжя архіпелагу Нова Земля розташовується глибоководний жолоб з глибинами понад 150 м.
Полярна ніч триває тут з кінця листопада до середини січня, а полярний день — з середини травня до кінця липня. Льодовий покрив, що має тут сезонний характер, утворюється у вересні-жовтні і зберігається до липня.
Максимальний прогрів вод у поверхневих шарах відзначається в серпні (10-12 °С), а у глибинних шарах — у вересні-жовтні. У найхолоднішому місяці — травні — значення температури води негативні від поверхні до дна.
Солоність води в Печерському море змінюється протягом року і в різних місцях акваторії. У льодовий період відзначаються морські солоні води (солоність 32-35 ‰.). У літньо-осінній період в районі сильно виражений розпрісняючий вплив материкового прісного стоку (в першу чергу річки Печора). У шарі 0-10 м утворюються зони солонуватих (солоність до 25 ‰.), розпріснених морських (солоність 25-30 ‰.) і солоних морських (солоність понад 30 ‰.). Максимум розвитку цих зон відзначається в липні. Скорочення зон солонуватих і розпрісненних морських вод відбувається в серпні-жовтні і закінчується в листопаді до початку льодоутворення повним зникненням в Печерському море солонуватих вод.
У Печерське море проходять гілки теплої Колгуєво-Печорської течії, холодної течії Литке і стічних (влітку теплих і холодних взимку) Біломорської і Печорської течій.
У Печерському морі припливи півдобові мілководні, лише на вході в Печорську губу і в її вершині вони неправильні півдобові. Середня величина сизигійного припливу (селище Варандей) становить 1,1 м.
Промисел тріски, білухи, тюленя.
На 2009 р. в Печерському море готуються для промислового видобутку нафти родовища «Приразломне», «Долгинське», «Мединський-море», «Варандей-море» тощо. У районі сел. Варандей діє морський нафтоналивний термінал з берегових родовищ.

## Клімат
Акваторія моря лежить в субарктичному кліматичному поясі. Влітку переважають помірні повітряні маси, взимку — полярні. Чітко відстежується сезонна зміна переважаючих вітрів. Досить великі річні амплітуди температури повітря. Прохолодне сире літо з частими туманами; досить вітряна волога зима.

## Біологія
Акваторія моря відноситься до морського екорегіону Північне й східне Баренцове море арктичної зоогеографічної провінції. У зоогеографічному відношенні донна фауна континентального шельфу до глибини 200 м відноситься до арктичної циркумполярної області арктичної зони.